# Herb gminy Dopiewo
Herb gminy Dopiewo – symbol gminy Dopiewo, ustanowiony 30 marca 1998.

## Wygląd i symbolika
Herb przedstawia na tarczy w polu żółtym drzewo dębowe z czterema liśćmi i żołędziem, oplatające błękitną tarczę z białą strzałą zaćwieczoną na półpierścieniu. Jest to połączenie herbów szlacheckich: Drogosław i Godziemba. 
Herb Drogosław został umieszczony w herbie gminy Dopiewo, ponieważ dużą częścią terenów gminy zarządzali przedstawiciele rodu Drogosławiczów herbu Drogosław.